# Żydowski Związek Wojskowy

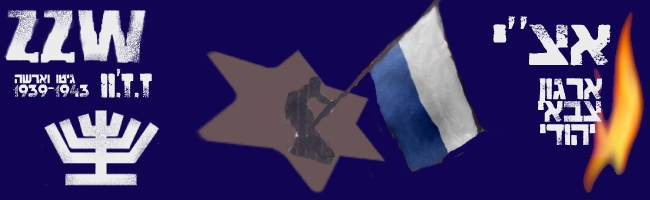
Símbols de la Unió Militar Jueva - ŻZW

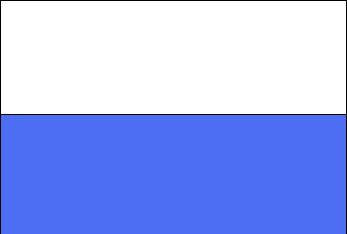
Bandera de la Unió Militar Jueva - ŻZW

La Unió Militar Jueva (en polonès: Żydowski Związek Wojskowy (ŻZW) (en hebreu: ארגון צבאי יהודי) era una organització clandestina de la resistència jueva sionista que va funcionar durant la Segona Guerra Mundial en l'àrea del gueto de Varsòvia i que va lluitar durant l'aixecament del ghetto de Varsòvia. L'organització va ser formada per antics oficials de l'Exèrcit polonès a finals de 1939 (poc després del començament de l'ocupació alemanya de Polònia) a més de membres destacats del Betar, cèl·lules del Irgun i altres membres independents. El comandant de l'organització era Paweł Frenkiel. Degut als seus lligams amb l'Armia Krajowa (AK), després de la guerra les autoritats comunistes de la Polònia popular van suprimir la publicació de llibres i articles sobre el ŻZW, perquè el seu paper en la revolta del ghetto fos infravalorat, en comparació de l'organització jueva esquerrana Żydowska Organizacja Bojowa (organització jueva de combat), el paper del qual en la lluita contra els nazis es cobreix millor en monografies modernes.